# Gapo
Gapo là một dịch vụ mạng xã hội trực tuyến của Việt Nam được thành lập vào năm 2019 bởi Công ty cổ phần Công nghệ Gapo (trực thuộc Tập đoàn Công nghệ G-Group) có trụ sở tại Thanh Xuân, Hà Nội.
Sau gần 1 tháng ra mắt, Gapo cán mốc 1 triệu người dùng. Các chỉ số liên tục tăng trưởng, số người dùng lên tới 2 triệu vào tháng 9 năm 2019 và tới tháng 12 năm 2019, Gapo đạt 3 triệu người dùng chỉ sau 5 tháng hoạt động. Ở thời điểm hiện tại, Gapo vừa tuyên bố đạt được 4,2 triệu người dùng sau 1 năm chính thức đi vào hoạt động.
Đến ngày 1/8/2023, Gapo chính thức dừng hoạt động phiên bản dành cho người dùng tại thị trường Việt Nam. Các nhóm cộng đồng của mạng xã hội Gapo trước đó được khuyến khích chuyển sang mạng xã hội Gapo dành cho doanh nghiệp (GapoWork) để tiếp tục phát triển cộng đồng.

## Lịch Sử
Sáng ngày 23 tháng 7 năm 2019, mạng xã hội Gapo của Công ty Cổ phần Công nghệ Gapo (Gapo Technology) đã chính thức ra mắt tại Việt Nam. Chỉ sau 3 tháng phát triển Gapo đã được ra mắt trước công chúng.
Ngay từ khi được ra mắt, Gapo đã tuyên bố là mạng xã hội người Việt đi kèm những mục tiêu lớn. Theo đó, mạng xã hội Gapo tuyên bố trên các phương tiện truyền thông là dành cho giới trẻ Việt Nam, đồng thời nhận được cam kết đầu tư 500 tỉ đồng từ quỹ đầu tư G-Captital. Khoản đầu tư này theo Gapo sẽ được sử dụng với mục tiêu đạt 50 triệu người dùng trong giai đoạn đầu. Mạng xã hội này cho biết sẽ tập trung vào cá nhân hóa trải nghiệm người dùng.
Trong sự kiện được tổ chức ngày 15 tháng 9 năm 2019, đại diện Gapo công bố mạng xã hội này đã đạt 2 triệu người dùng sau chưa đầy hai tháng ra mắt. Trong đó có trên 1 triệu người dùng thuộc nhóm tuổi học sinh trung học và sinh viên.
Hiện tại, Mạng xã hội Gapo đã cán mốc 6,3 triệu người dùng.

## Những hoạt động nổi bật
Tháng 8/2020, Gapo đã tổ chức thành công Liveshow hướng về Đà Nẵng với những giọng ca ngọt ngào, sâu lắng của 3 ca sĩ Khắc Việt, Dương Hoàng Yến, Nguyễn Trần Trung Quân và ban nhạc Oplus. Cùng với đó là số tiền quyên góp đến 185 triệu đồng, đóng góp một phần nhỏ vào công cuộc chống dịch tại Đà Nẵng.
Tháng 8/2020, Gapo chính thức trở thành nền tảng bình chọn cho các hạng mục giải thưởng của giải MTV EMA, nơi quy tụ những nghệ sĩ hàng đầu Việt Nam như Binz, Jack, Đức Phúc, Amee,... Với gần 12.000 lượt bình chọn.
Tháng 11/2020, Mạng xã hội Gapo đồng hành cùng các sự kiện chào Tân sinh viên của Đại học Kinh tế Quốc dân - NEU Youth, cùng với hơn 8000 lượt ghé Booth tại chương trình Chào Tân Sinh viên.
Tháng 12/2020, Gapo - Mạng xã hội vinh dự nhận bằng khen của Bộ Y tế Việt Nam, khen thưởng hàng loạt chương trình tích cực đồng hành cùng Bộ Y tế, tuyên truyền thông tin phòng chống dịch chính xác và nhanh nhất, hỗ trợ kịp thời công tác phòng chống Covid-19.
Từ ngày 21/06/2021 đến 31/08/2021, Mạng xã hội Gapo phối hợp cùng Trung Ương Đoàn Thanh niên Cộng Sản Hồ Chí Minh tổ chức chương trình Sắc Xanh Tình Nguyện với sự tham gia của 63 tỉnh, thành phố nhằm cổ vũ tinh thần cho lực lượng tình nguyện viên trong thời điểm dịch Covid-19 đang diễn biến căng thẳng.
Mạng xã hội Gapo chính thức đóng cửa tháng 7/2023